# Kvartett (film, 1948)
Kvartett (engelska: Quartet) är en brittisk episodfilm från 1948 i fyra delar.
Filmen baseras på fyra noveller av W. Somerset Maugham. Den fick två uppföljare: Trio från 1950 och Da capo från 1951.

## Rollista i urval

### Del 1: "The Facts of Life"
Regissör: Ralph Smart
- Basil Radford - Henry Garnet
- Naunton Wayne - Leslie
- Mai Zetterling - Jeanne
- Angela Baddeley - mrs. Garnet
- James Robertson Justice - Branksome
- Jack Watling - Nicky

### Del 2: "The Alien Corn"
Regissör: Harold French
- Dirk Bogarde - George Bland
- Françoise Rosay - Lea Makart
- Honor Blackman - Paula
- Irene Browne - Lady Bland
- Raymond Lovell - Sir Frederick Bland
- James Hayter - juryns ordförande

### Del 3: "The Kite"
Regissör: Arthur Crabtree
- Hermione Baddeley - mrs. Sunbury
- Mervyn Johns - Samuel Sunbury
- George Cole - Herbert Sunbury
- Bernard Lee - besökaren i fängelset
- Frederick Leister - fängelsedirektören

### Del 4: "The Colonel's Lady"
Regissör: Ken Annakin
- Cecil Parker - överste Peregrine
- Nora Swinburne - Eve Peregrine
- Linden Travers - Daphne
- Felix Aylmer - Martin
- Henry Edwards - hertigen av Heverel
- Ernest Thesiger - Henry Dashwood